# Costituzione della Grecia
La costituzione della Grecia vigente (in greco Σύνταγμα, Sýntagma) fu adottata dalla quinta Assemblea Costituzionale degli Elleni ed entrò in vigore nel giugno 1975, dopo che, nel luglio 1974, era caduto il regime dei colonnelli. È stata sottoposta a revisione nel 1986, nel 2001 e nel 2008.

## Contesto storico
È del novembre 1973 la rivolta degli studenti dell'Università Politecnica di Atene, che diede il primo forte scossone alla dittatura dei colonnelli. Il tentativo da parte di Ioannides di rovesciare l'arcivescovo Makarios III a Cipro, attraverso l'utilizzo di un'organizzazione filo-ellenica (EOKA-B), è spesso visto come una sorta di diversivo rispetto alla crisi interna, che si chiude comunque con il fallimento dell'operazione militare di fronte all'intervento turco.
L'ex premier Karamanlis fu richiamato da Parigi, dove si era autoesiliato fin dal 1963. Nel dicembre 1974, la monarchia fu definitivamente abolita con referendum, e l'11 giugno 1975 entrò in vigore la Costituzione Repubblicana.

## Caratteristiche
La Costituzione consta di 120 articoli ed è ripartita in 4 parti:
- La prima (gli articoli 1-3), elementi di base, dichiara la Grecia una democrazia parlamentare repubblicana (Προεδρευόμενη Κοινοβουλευτική Δημοκρατία) e conferma la predominanza della Chiesa ortodossa in Grecia.
- La seconda parte (articoli 4-25), riguarda i diritti individuali e collettivi, la cui protezione è stata rinforzata dopo la revisione del 2001. Le nuove linee guida regolano infatti materie come la protezione dei dati personali e le competenze di alcuni organismi.
- La terza parte (articoli 26-105) descrive l'organizzazione e il funzionamento dello Stato. L'articolo 28 integra formalmente le leggi internazionali e le convenzioni internazionali al diritto greco.
- La quarta parte (articoli 106-120) include disposizioni speciali, conclusive e transitorie.

La Costituzione del 1975 appare come una revisione di quella del 1952, affine, a sua volta, a quella del 1927. Essa poi riprende la proposta di revisione del 1963. La nuova carta prevede diritti sociali e individuali (come la protezione dell'identità genetica o quella dei dati personali dai processi elettronici), aggiornando in termini democratici la vita politica del paese. La forma di governo introdotta è una repubblica parlamentare presidenziale, in cui il capo dello stato interviene attivamente nella vita politica. Si assiste poi a un rafforzamento degli enti locali. È l'art. 102 a definire i termini di mandato di municipalità e comuni e il loro rapporto con lo Stato. Monte Athos, dal canto suo, viene riconosciuto distretto autonomo.
L'importante ruolo di collante nazionale appare attribuito alla Chiesa di Grecia. Il presidente della Repubblica presta giuramento "nel nome della Santa e Consustanziale e Indivisibile Trinità". L'articolo 3 riconosce alla Chiesa ortodossa il ruolo di religione prevalente e il suo terzo comma vieta l'alterazione dei testi sacri. Sulla carta di identità dei greci compare l'appartenenza religiosa.
La carta costituzionale greca prevede, con l'art. 100, l'istituzione di un tribunale supremo, la Corte Suprema Speciale (Ανώτατο Ειδικό Δικαστήριο), destinata a trattare le più delicate questioni costituzionali. Non si tratta di una corte permanente: si riunisce solo nei casi che rientrano nelle sue competenze. Le sue decisioni sono irrevocabili e vincolanti per tutte le altre corti, incluse le tre corti supreme (la Corte di Cassazione, il Consiglio di Stato e la Corte dei Conti).